# آگدن نش
آگدن نش (انگلیسی: Ogden Nash؛ ۱۹ اوت ۱۹۰۲ – ۱۹ مهٔ ۱۹۷۱) یک شاعر، نویسنده، فیلم‌نامه‌نویس و نوازنده پیانو اهل ایالات متحده آمریکا بود.
هنگام مرگ، نیویورک تایمز او را «معروف‌ترین سرایندهٔ شعر طنز در کشور» نامید.
مجموعه آثار او در ۱۴ مجلد مابین سال‌های ۱۹۳۱ تا ۱۹۷۲ میلادی به چاپ رسید.
از فیلم‌ها یا مجموعه‌های تلویزیونی که وی در آن‌ها نقش داشته است می‌توان به فایرفلای اشاره نمود.
سروده ای از «اوگدن نش»
A flea and a fly in a flue,
- were imprisoned, so what could they do?
- Said the fly, "let us flee!",
- "Let us fly!" said the flea.
- So, they flew through a flaw in the flue

برگردان:
- [بشنو زین داستانکه گوید «اوگدن»:]
- «کَک و پشه ای در دود کشی گرفتار شدند،
- چونکه آن دو نتوانستند راهی گشودن،
- دست به اندیشه زدند. پشه گفت: یا گُریزی باشد اینجا یا که مُردن
- گفت کَک: یا که پرواز است ما را ره به بیرون
- پس از چندی، سرانجام: آن دو یافتند راهی از میانِ درزِ دوکش، سوی بیرون».

سروده «اوگدن» بر آمده ی آن چیزیست که خود به انگار در آوده است، همراه با ریتم آهنگین، بویژه برای بچه ها گیرایی خود را دارد؛ هم نگاه بازیگوشی دارد و هم پروراندنِ داستان «گیر کردن» دو پشه، در دودکش بخاری، که انگیزه خواندن و اندیشیدن را  در همگان بر می نمایاند.
هم چنین «کک و پشه»(مگس)  می تواند نمادِ گرفتار شدن آدمی در بوتارها(شرایط) ناخواسته و ناگهْ آمدی باشد که بدان دُچار شده اند. پس از گرفتار شدن، با رایزنی و همپرسی یکدیگر، راهی برای رهایی و برون رفت از بن بست می یابند.
گرچه زبان سروده، به گفتار روزانه نزدیک است ولی کاربُرد استادانه نویسنده از گواژه ها و آمیخته شدن با واژه های ساده و  هتا شوخی آمیز، توانسته بخوبی با خوانندگان، پیوند بزند .(ج. اشکانی)
برگرفته از :
https://allpoetry.com/poem/143
متن چپ‌چین‌شده
27034-A-Flea-And-A-Fly-In-A-Flue-by-Ogden-Nash